# Cristina Branco (cantante)
Cristina Branco (Almeirim, 28 dicembre 1972) è una cantautrice portoghese.
Appartenente principalmente al fado e al genere jazz, durante la sua carriera ha inciso 15 dischi, raggiungendo la seconda posizione nel 2011 con l'undicesimo album Não há só tangos em Paris e per tre volte la terza nella classifica nazionale portoghese.

## Discografia

### Album
- Cristina Branco in Holland (1998)
- Murmúrios (1998)
- Post-Scriptum (2000)
- O Descobridor: Cristina Branco canta Slauerhoff (2000)
- Corpo Iluminado (2001)
- Sensus (2003)
- Ulisses (2005)
- Live (2006)
- Abril (2007)
- Kronos (2009)
- Não há só tangos em Paris (2011)
- Alegria (2013)
- Menina (2016)
- Branco (2018)
- Eva (2020)